# Glossochilus parviflorus
Glossochilus parviflorus là một loài thực vật có hoa trong họ Ô rô. Loài này được Hutch. mô tả khoa học đầu tiên năm 1909.